# XM1205 Recovery and Maintenance Vehicle

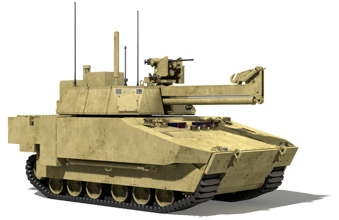
XM1205 Recovery and Maintenance Vehicle

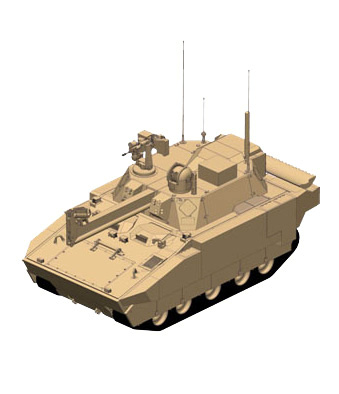
Konzept des RMV

Das XM1205 Recovery and Maintenance Vehicle (FRMV) (dt. Wiederherstellungs- und Instandhaltungsfahrzeug) war ein Projekt der United States Army. Es war Teil des Programms Future Combat Systems. Bei einer Realisierung wäre es Teil des militärischen Global Information Grids.

## Systembeschreibung
Das Fahrzeug führt eine 2-6köpfige Instandsetzungstruppe mit sich, um Bergungsaktionen durchführen zu können. Zur Selbstverteidigung ist das Fahrzeug mit einem 40-mm-Maschinengranatwerfer Mk 19 oder dem ACSW ausgestattet. Mit der Beendigung des FCS-Programms durch Verteidigungsminister Robert Gates wurde das Projekt eingestellt.